# Tobias Mohr
Tobias Mohr (Aquisgrana, 24 agosto 1995) è un calciatore tedesco, centrocampista dello Standard Liegi.

## Caratteristiche tecniche
È un esterno sinistro.

## Carriera
Cresciuto nel settore giovanile dell'Alemannia Aquisgrana, ha esordito in prima squadra il 13 settembre 2014 disputando l'incontro di Regionalliga perso 1-0 contro il Wiedenbrück. Nel mercato estivo del 2018 ha compiuto un doppio salto di categoria passando al Greuther Fürth, militante in 2. Fußball-Bundesliga. È rimasto fra le file del club biancoverde fino al gennaio 2020, quando si è trasferito all'Heidenheim.
Nel giugno del 2022 è passato per 1 milione di euro allo Schalke 04.